# 타이베이 원산 싱화 국민소학교
타이베이 원산 싱화 국민소학교(臺北市文山區興華國民小學)는 중화민국 타이베이의 공립 초등학교이다. 1992년 7월 1일, 자유중화민국 타이완 타이베이에서 첫 개교되었다.